# Edvard Kardelj
Edvard Kardelj (27 de janeiro de 1910 - 10 de fevereiro de 1979), também conhecido pelos pseudônimos Bevc, Sperans e Krištof, foi um político e economista iugoslavo. Ele foi um dos principais membros do Partido Comunista da Eslovênia antes da Segunda Guerra Mundial. Durante a guerra, Kardelj foi um dos líderes da Frente de Libertação do Povo Esloveno e partisan esloveno, e após a guerra foi líder político federal na República Federal Socialista da Iugoslávia e liderou a delegação iugoslava nas negociações de paz com a Itália, sobre a disputa de fronteira na Veneza Júlia.
Kardelj foi o principal criador do sistema iugoslavo de autogestão dos trabalhadores. Ele era economista e membro titular da Academia Eslovena de Ciências e Artes e da Academia Sérvia de Ciências e Artes.  Ele também desempenhou um papel importante na política externa, projetando a base ideológica fundamental para a política iugoslava de não-alinhamento nas décadas de 1950 e 1960. 

## Biografia
Kardelj nasceu em Ljubljana. Aos 16 anos ingressou no Liga dos Comunistas da Jugoslávia, onde foi convocado por influência do jornalista esloveno Vlado Kozak. Ele estudou para se tornar um professor, mas nunca trabalhou como um. Em 1930, ele foi preso em Belgrado e condenado por ser membro do Partido Comunista ilegal. Ele foi libertado em 1932 e voltou para Ljubljana, onde se tornou um dos líderes da seção eslovena do partido depois que a maioria de seus ex-membros deixou o partido ou morreu nos expurgos de Joseph Stalin.

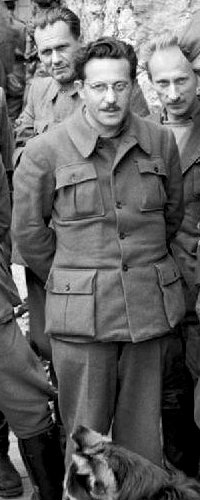
Kardelj durante a Invasão da Iugoslávia

Em 1935, ele foi para Moscou para trabalhar para o Comintern. Ele fazia parte de um grupo que sobreviveu ao expurgo de Stalin da liderança comunista iugoslava. Após a nomeação de Josip Broz Tito por Stalin como líder do partido, Kardelj tornou-se um dos principais membros do Partido. A nova liderança, centrada em torno de Tito, Aleksandar Ranković e Kardelj, retornou à Iugoslávia em 1937 e lançou uma nova política partidária, pedindo uma plataforma antifascista comum de todas as forças de esquerda iugoslavas e a federalização da Iugoslávia. No mesmo ano, foi formado um Partido Comunista autônomo da Eslovênia, tendo Kardelj como um de seus líderes, juntamente com Franc Leskošek e Boris Kidrič.
Em 15 de agosto de 1939, Kardelj casou-se com Pepca Kardelj, irmã do (mais tarde) Herói do Povo e funcionário comunista Ivan Maček (também conhecido como Matija). 
Após a Invasão da Iugoslávia em abril de 1941, ele se tornou um dos líderes da Frente de Libertação do Povo Esloveno. No verão e no outono de 1941, ele ajudou a estabelecer a resistência armada na Eslovênia, que lutou contra as forças de ocupação até maio de 1945, juntamente com os guerrilheiros de Tito no que ficou conhecido como Guerra Popular de Libertação da Iugoslávia.

## Pós-guerra

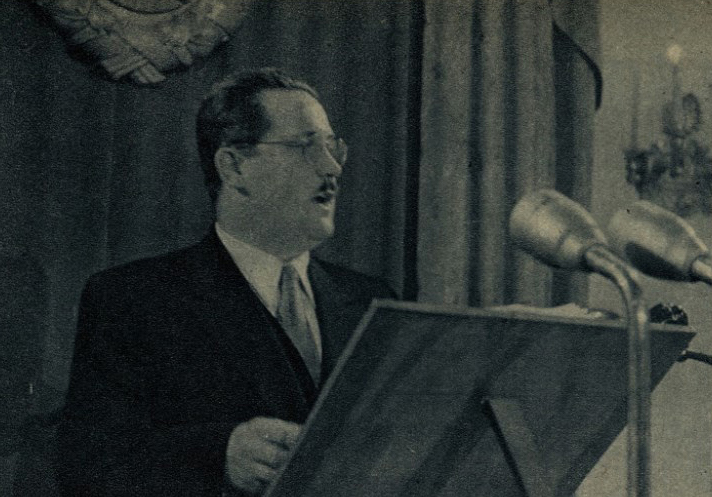
Kardelj em 1949 durante a nomeação dos novos membros da Academia Eslovena de Ciências e Artes.

Depois de 1945, ele ascendeu aos cargos mais altos do governo iugoslavo e mudou-se para uma casa de luxo no bairro de Tacen, em Ljubljana, que foi confiscada de seu proprietário anterior, o industrial Ivan Seunig. A casa foi construída em 1940 pelo arquiteto Bojan Stupica (1910–1970) e foi inicialmente ocupada pelo político comunista Boris Kraigher.  
Entre 1945 e 1947, Kardelj liderou a delegação iugoslava que negociou as negociações de paz com a Itália sobre a disputa de fronteira na Veneza Júlia. Após a Ruptura Tito–Stalin em 1948, ele ajudou, com Milovan Đilas e Vladimir Bakarić, a elaborar uma nova política econômica na República Socialista Federal da Iugoslávia, conhecida como autogestão dos trabalhadores. Na década de 1950, especialmente após a remoção de Đilas, ele se tornou o principal teórico do titismo e da autogestão dos trabalhadores iugoslavos.
Kardelj foi baleado e ferido em 1959 por Jovan Veselinov. Embora a investigação policial oficial concluísse que Veselinov havia atirado em um javali e Kardelj foi atingido por um ricochete de uma rocha, foi sugerido na época que a tentativa de assassinato foi orquestrada por seu rival político Aleksandar Ranković ou o aliado de Ranković Slobodan Penezić.  
O papel de Kardelj diminuiu na década de 1960, por motivos que ainda não ficaram claros. Ele novamente ganhou destaque depois de 1973, quando Tito removeu as lideranças comunistas reformistas croatas, sérvias e eslovenas e restaurou uma linha partidária mais ortodoxa. No ano seguinte foi um dos principais autores da Constituição Iugoslava de 1974 que descentralizou a tomada de decisões no país, deixando as repúblicas isoladas sob a liderança de suas respectivas lideranças políticas.

## Morte e legado
Kardelj morreu de câncer de cólon em Ljubljana em 10 de fevereiro de 1979.
Durante sua vida, ele recebeu várias homenagens. Ele foi nomeado membro da Academia Eslovena de Ciências e Artes e foi oficialmente homenageado como Herói do Povo da Iugoslávia. Além de muitas ruas, toda a cidade costeira de Ploče, no sul da Croácia, foi rebatizada de Kardeljevo em sua homenagem de 1950 a 1954 e novamente de 1980 a 1990. Imediatamente após sua morte, a Universidade de Ljubljana mudou seu nome para "Universidade Edvard Kardelj de Liubliana" (em esloveno:  Univerza Edvarda Kardelja v Ljubljani).
Após o colapso da Iugoslávia, a maioria deles foi restaurada com seus nomes anteriores, mas na Eslovênia ainda existem alguns nomes de ruas e praças que levam seu nome; por exemplo, uma praça em Nova Gorica e em Velenje.
Edvard Kardelj era o pai do poeta Borut Kardeli, que cometeu suicídio em 1971. Sua esposa Pepca Kardelj morreu de ataque cardíaco em 1990, mas havia rumores de que cometeu suicídio.      Seu neto é Igor Šoltes, advogado e político. 